# Стефан Константин
Стефан Константин (ок. 1282 — ок. 1322) — правитель Зеты (Захумья и Травунии) (1316—1321), претендент на сербский престол в 1321—1322 годах.

## Биография
Представитель сербской королевской династии Неманичей. Второй сын короля Сербии Стефана Уроша II Милутина (1282—1321). Его матерью считается или Елена Дука, дочь правителя Фессалии Иоанна I Дуки, или Елизавета Венгерская.
В качестве принца Стефан Константин владел жупой Невесине в 1303—1306 годах.
После неудачного восстания его старшего брата Стефана Уроша III (1314) и смерти дяди Стефана Драгутина (1316) Константин получил королевский титул и стал правителем Зеты. Де-факто именно он, а не его старший брат, стал предполагаемым наследником престола, хотя его отец официально не объявлял его своим преемником на государственном собрании. Его старший брат Стефан Урош был ослеплен и сослан в Константинополь, откуда вернулся только в 1321 году.
29 октября 1321 года скончался король Сербии Стефан Урош II Милутин. О своих правах на престол объявили сразу три претендента: Стефан Урош III, Константин и Владислав, сын Стефана Драгутина. Константин провозгласил себя королём в Зете, где начал чеканить собственные монеты.
Сербская православная церковь поддержала Стефана Уроша III, который 6 января 1322 года был коронован как король Сербии. Новый сербский монарх предложил младшему брату отказаться от своих претензий и получить взамен удельное княжество. Однако Константин, рассчитывая на свои военные силы, отказался это принять. В решающем сражении Константин потерпел поражение, и часть его войска перешла на сторону Стефана Уроша III. Константин был, скорее всего, взят в плен или убит при отступлении. В конце 1324 года Стефан Урош Дечанский победил другого соперника, двоюродного брата Стефана Владислава, правителя Срема, и восстановил единство Сербского королевства.
Согласно историку А. Ивичу, Константин был антикоролём Сербии в 1321—1323 годах, когда он бы убит.
По Сербской эпической поэзии, Константина поддерживала болгары, Владислав был венгерским кандидатом, а Стефана Уроша поддерживали византийцы. Стефан Урош III подкупил воинов своего брата Константина, которые распяли его, разрубили пополам и бросили в реку.